# География на Република Сръбска
Република Сръбска е съставна част от Босна и Херцеговина, тя заема около 49 % от територията на страната. Нейната обща площ е 24 857 км2.

## Граници
Република Сръбска граничи с Федерация Босна и Херцеговина, Сърбия, Черна гора и Хърватия.

## Релеф

### Планини
| Най-високите планини и върхове |                |                        |
| Планина                        | Връх           | Надморска височина (м) |
| Маглич планина                 | Маглич         | 2386                   |
| Волуяк                         | Волуяк         | 2336                   |
| Лелия                          | Голяма Лелия   | 2032                   |
| Зеленгора                      | Брегоч         | 2014                   |
| Клековача                      | Клековача      | 1961                   |
| Црван                          | Зимомор        | 1920                   |
| Яхорина                        | Огорелица      | 1916                   |
| Виторог                        | Голям Виторог  | 1906                   |
| Белашница                      | Белашница      | 1867                   |
| Баба                           | Джед           | 1735                   |
| Романия                        | Голям Лупоглав | 1652                   |
| Явор                           | Голям Жеп      | 1537                   |

## Води

### Реки
Най-големите реки в Република Сръбска са Сава и Дрина, които са част от черноморската отточна област. Всички реки на юг от планинската верига Чемерно принадлежат към адриатическата отточна област.

### Езера
Най-голямото езеро в Република Сръбска е Билечкото езеро, което е най-голямото изкуствено езеро на Балканския полуостров.

## Природни ресурси
|  | Тази страница частично или изцяло представлява превод на страницата „Географија Републике Српске“ в Уикипедия на сръбски. Оригиналният текст, както и този превод, са защитени от Лиценза „Криейтив Комънс – Признание – Споделяне на споделеното“, а за съдържание, създадено преди юни 2009 година – от Лиценза за свободна документация на ГНУ. Прегледайте историята на редакциите на оригиналната страница, както и на преводната страница, за да видите списъка на съавторите. ВАЖНО: Този шаблон се отнася единствено до авторските права върху съдържанието на статията. Добавянето му не отменя изискването да се посочват конкретни източници на твърденията, които да бъдат благонадеждни. |